# Шухмин, Пётр Митрофанович
Пётр Митрофанович Шухми́н (1894—1955) — советский живописец и педагог. Лауреат Сталинской премии второй степени (1942).

## Биография

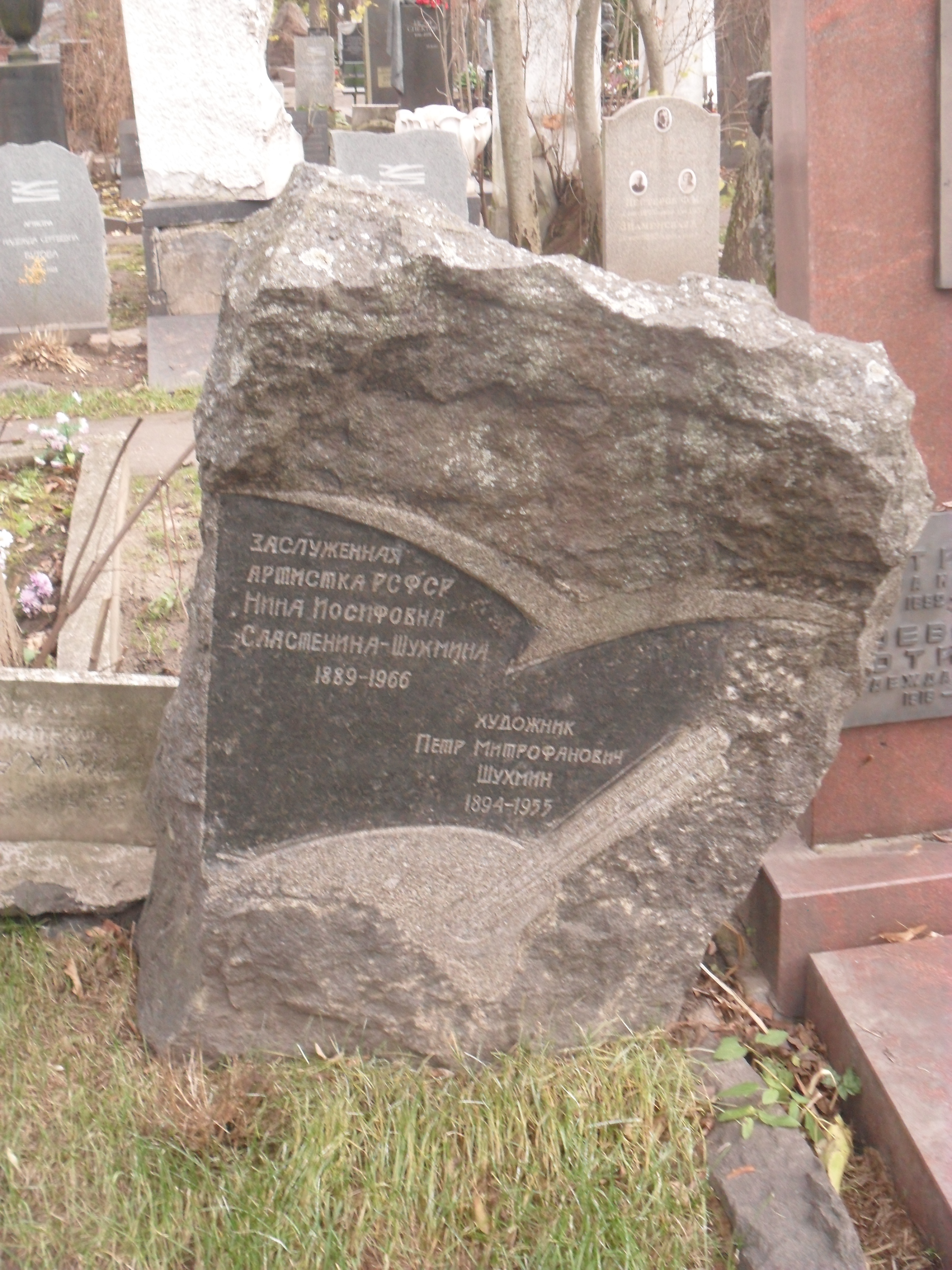
Могила Шухмина на Новодевичьем кладбище Москвы

Родился 13 (25) января 1894 года в Воронеже. Учился в студии у В. Н. Мешкова в Москве (1912), в Санкт-Петербургской академии художеств (1912—1916) у И. И. Творожникова, А. В. Маковского, Д. Н. Кардовского. Участник Первой мировой и Гражданской войн. Член-учредитель АХРР. Преподавал в АХ СССР (1934—1936) и Московском институте прикладного и декоративного искусства (1948—1952). Мастер портрета. Работал в журналах «Красный перец», «Красная нива», «Окнах ТАСС». Произведениям автора присущи выразительность композиции, строгость колорита.
Умер 2 мая 1955 года. Похоронен в Москве на Новодевичьем кладбище (участок № 2).
Жена — заслуженная артистка РСФСР Н. И. Сластенина-Шухмина (1889—1966).

## Творчество
- «Проводник» (1923)
- «Приказ о наступлении» (1925)
- «Танкисты» (1928)
- «Десант с „Авроры“» (1931)
- «Вольф Мессинг» (1946)
- «Непокорённые» (1948)

## Награды и премии
- Сталинская премия второй степени (1942) — за серию политических плакатов и карикатур в «Окнах ТАСС»[1]
- Медаль «За доблестный труд в Великой Отечественной войне 1941—1945 гг.»
- Медаль «В память 800-летия Москвы»